# Sipodotus wallacii
El maluro de Wallace (Sipodotus wallacii) es una especie de ave paseriforme de la familia Maluridae endémica de Nueva Guinea y algunas islas menores circundantes. Es la única especie del género Sipodotus. 

## Subespecies
Se reconocen 3 subespecies:
- Sipodotus wallacii capillatus
- Sipodotus wallacii coronatus (Gould, 1878)[4]
- Sipodotus wallacii wallacii (G. R. Gray, 1862)[5]

## Distribución
Esta especie y las subespecies se localizan en Nueva Guinea e islas circundantes (Misool, Yapen y las islas Aru).